# 都市への権利
都市への権利（としへのけんり、英語: right to the city）は、アンリ・ルフェーヴルが1968年の書籍『都市への権利 (Le Droit à la ville)』で最初に提唱した概念、スローガン。

## 概要
ルフェーヴルはこの概念を「都市生活への、形を変え、更新されたアクセスを求める欲求 (demand...[for] a transformed and renewed access to urban life) と表現している。デヴィッド・ハーヴェイは、これを次のように説明している。
都市への権利は、単なる都市の資源への個人の自由なアクセスを遥かに超えた概念であり、都市を変化させることで私たち自身を変化させる権利である。さらに、この権利は個別的なものではなく、普遍的なものであるが、それは、この変化が、都市化過程を形作り直す集合的な力の行使に、必然的に依存するからである。私たちの都市と私たち自身を作り上げ、作り直す自由は、私が主張したいところでは、人権の中でも最も尊いものでありながら、最も無視されている部分なのである。
このフレーズには、様々な意味合いが込められており、マルチェロ・ロペス・デ・ソウザは、都市への権利が「最近は流行になっている (fashionable these days)」とし、「この言葉の価値は、しばしばルフェーヴルの概念が瑣末化したもの、腐敗したものとなっている ([t]he price of this has often been the trivialisation and corruption of Lefebvre's concept)」と述べ、この概念が元々もっていたラディカルな意味合いの再生を呼びかけている。
南アフリカ共和国の掘っ建て小屋の住民たちの運動であるアバーラリ・ベースムジョンドーロ、アメリカ合衆国の都市への権利連盟、ハンブルクにおけるスコッター、借家人、芸術家のネットワークであるレヒト・アウフ・シュタット (Recht auf Stadt)や、アジアやラテン・アメリカにおける様々な運動など、数多くの社会運動が、それぞれの闘争に都市への権利の概念を盛り込んでいる。
ブラジルでは、2001年の都市憲章で、都市への権利を連邦法に書き込んだ。
近年では、研究者たちが「都市へのデジタルな権利 (Digital Right to the City)」を提唱しており、都市を単に煉瓦とモルタルとしてではなく、デジタル・コードや情報として考察することを提起している。

## 関連文献
- Samara, Tony Roshan (June 2007). “Grassroots organizing: Right to the city”. Z Magazine (Z Communications) 20 (6).  オリジナルの2007-11-06時点におけるアーカイブ。.